# Нечуйвітер просвітчастий
Нечуйвітер просвітчастий, нечуйвітер прозоровидний (Hieracium diaphanoides) — вид рослин з родини айстрових (Asteraceae), поширений у Європі.

## Опис
Багаторічна рослина висотою 30–75 см. Прикореневих листків 6(3–9), еліптично-яйцеподібних, тупих до довгасто-ланцетних і гострих, до 17 см завдовжки; стеблових — 3 (2–5). Залозки на листочках обгорток від помірних до рясних; рильця іржавого кольору, з одиничними волосками. 

## Поширення
Поширений у Європі.
В Україні вид зростає на високогірних луках і лісових галявинах, у верхній лісовий кордону широколистяних лісів — у Закарпатті (полонина Рівна, с. Новоселиця).